# Thomas Richmond
Thomas Richmond (1802 – Windermere (Cumbria), 1874) è stato un pittore britannico.

## Biografia
Thomas Richmond è stato un rivoluzionista, noto per le sue immagini idealizzate nel cosiddetto stile ricordo. Era il figlio di Thomas Richmond (1771-1837), il pittore di miniature, e fratello di George Richmond, anch'egli pittore.
Richmond iniziò la sua attività di pittore a Sheffield, e in seguito si trasferì a Londra.
La sua clientela principale era tra i gentiluomini della hunting fraternity (termine inglese per definire l'ambiente di appassionati di caccia).
Tra il 1833 e il 1860 espose cinquantuno ritratti a Londra di cui quarantacinque alla Royal Academy e sei alla Suffolk Street gallery.
I quadri di Richmond erano molto simili nello stile a quelli del padre, ma si distinse per l'uso di piccoli tratti di pennello che caratterizzavano lo sfondo dei suoi ritratti. I suoi dipinti raccolsero delle critiche negative, in quanto figure rappresentate risultavano eccessivamente idealizzate e i soggetti troppo leziosi, soprattutto le donne.
Quando il padre di John Ruskin commissionò a Richmond il ritratto della nuora Effie Gray, questa scrisse a sua madre riguardo all'opera:
' ...è un bellissimo dipinto a olio, più bello di quanto sia io stessa. Sembro una graziosa bambola, ma John e suo padre sono felici così.
Richmond incontrò Ruskin durante il suo viaggio a Roma nel 1840, dove l'accompagnò durante le sue visite a musei e gallerie.
Il padre di Ruskin, tuttavia non fu così felice comme Effie Gray credeva. Al riguardo scrisse al figlio che Thomas era inferiore come artista a suo fratello: "Tom mi spiace dirlo, ma non può reggere il confronto con George. Sicuramente non è alla sua altezza , ma di livello inferiore".
Richmond è morto nel 1874 a Windermere, dove aveva acquistato una tenuta. Fu sepolto nel cimitero di Brompton a Londra.